# Michel Le Tellier (kyrkoman)
Michel Le Tellier, född den 16 oktober 1643 i Le Vast vid Cherbourg, död den 2 september 1719 i La Flèche, Pays de la Loire, var en fransk teolog.
Le Tellier, som var bondson, ingick 1661 i jesuitorden, blev sedermera lärare vid kollegiet Louis-le-grand i Paris och kastade sig med mycken värme in i de teologiska stridigheterna samt utgav med anledning därav flera häftiga skrifter, i synnerhet mot jansenisterna, såsom Histoire des cinq propositions de Jansénius (1699) och Le pére Quesnel séditieux et hérétique (1705). Efter père Lachaises död (1709) blev Le Tellier provinsial i sin orden och Ludvig XIV:s biktfader. Han eggade Ludvig att förstöra jansenisternas stamhärd, Port-Royal, och till andra förföljelser mot protestanterna. Hjalmar Holmquist skriver i Nordisk familjebok: "Han hade en hänsynslös jesuitisk moral, och hans minne är mycket omstridt; kring detta bildade sig ock en del 'jesuitfabler'." Efter Ludvig XIV:s död (1715) blev Le Tellier förvisad först till Amiens, sedan till La Fléche.